# Dinko Valerio
Dinko (Domenico) Valerio (1956) is een Nederlands biomedisch wetenschapper en biotech ondernemer. Hij is emeritus hoogleraar gen-overdracht, in het bijzonder toepassingsaspecten daarvan in het hematopoiëtisch systeem bij het Leids Universitair Medisch Centrum. 
Hij is medeoprichter en voormalig CEO van de start-up IntroGene dat met UBiSys fuseerde tot het bedrijf Crucell, dat in 2011 voor ongeveer drie miljard euro werd verkocht aan de Amerikaanse farmaceut Johnson & Johnson. Vanuit Crucell ontstond in 1998 Galapagos Genomics. In 2006 richtte hij samen met Michiel de Haan de Venture Capital firma Aescap Venture op. In 2012 was hij mede-oprichter van ProQR Therapeutics dat sinds 2014 een notering aan NASDAQ heeft. In 2018 hielp hij als mede-oprichter Ronald Plasterk met het bedrijf Frame Cancer Therapeutics dat enkele jaren later werd verkocht aan de Duitse international CureVac. In 2020 startte hij samen met zijn voormalige Crucell collega’s Jaap Goudsmit en Ronald Brus en met Koenraad Wiedhaup het bedrijf Leyden Laboratories.

## Levensloop
Valerio is de zoon van een onderwijzeres en een Italiaanse lederbewerker die in de 50er jaren uit Zwitserland naar Nederland emigreerde en daar een bedrijf in brillenetuis startte. Midden jaren 1980 liep hij stage bij het toen nog kleine Amerikaanse biotechbedrijf Genentech in San Francisco. Daar maakte hij kennis met de Amerikaanse methoden om geld te verdienen aan baanbrekend wetenschappelijk onderzoek.
Hij promoveerde bij hoogleraar en kankeronderzoeker Lex van der Eb aan de Universiteit Leiden op onderzoek waarin hij het gen isoleerde dat verantwoordelijk is voor adenosine deaminase (ADA) deficiëntie, een ziekte die de immuunsystemen zodanig aantast dat een kind alleen nog maar in een plastic omhulsel kan leven. Daarna ging hij werken bij het Salk Institute in La Jolla in de Verenigde Staten waar hij werkte aan het toepasbaar maken van virussen voor de overdracht van genen. Vervolgens werkte hij bij het Radiobiologisch Instituut van de Nederlandse Organisatie voor toegepast-natuurwetenschappelijk onderzoek (TNO) waar hij zich bezig hield met gentherapie: het bestrijden van erfelijke ziektes door het vervangen van aangetaste genen door buiten het lichaam gekweekte gezonde genen.
In 1992 werd hij benoemd tot hoogleraar gentherapie en hoofd van de afdeling Gentherapie, afdeling Cel- en Chemische Biologie aan de Universiteit Leiden. De afdeling richtte zich op het overbrengen van menselijke genen naar hemopoëtische stamcellen. In samenwerking met ziekenhuizen uit Parijs en Londen voerde dat tot 's werelds eerste beenmerg gentherapie trial bij patiënten met een ernstige immuunstoornis.

### IntroGene en Crucell
Samen met de universitair wetenschappers Bob Löwenberg en Dick van Bekkum richtte Valerio in 1993 het bedrijf IntroGene op dat verder bouwde op resultaten van universitair onderzoek van onder meer Lex van der Eb. Hij legde het hoogleraarschap neer en werd CEO van het bedrijf. De economische basis van IntroGene was een cel die een wetenschapper in de jaren tachtig uit het netvlies van een geaborteerde foetus had gehaald. Het bedrijf ontwikkelde daarmee een lijn waarmee relatief eenvoudig en op grote schaal cellen te kweken zijn om medicijnen mee te kunnen produceren.
Op initiatief van Valerio werd een samenwerking met zijn oude universitaire onderzoeksgroep opgezet waar de hoogleraren Lex van der Eb en Robert Hoeben werkten. Zo werd de cellijn PER.C6 (PGK-E1-Retinoblasta Clone 6) ontwikkeld, menselijke cellen die kunnen worden gebruikt om medicijnen te maken. De aandacht werd van gentherapie verlegd naar de ontwikkeling van vaccins en productietechnologie gebaseerd op deze cellijn. In 2000 fuseerde IntroGene met UBiSys van de Utrechtse immunologen Ton Logtenberg en Hans Clevers, werkzaam bij het uit algemene middelen gefinancierde Hubrecht Instituut. De ondernemende wetenschappers richtten de naamloze vennootschap Crucell op. Logtenberg werd wetenschappelijk directeur Ronald Brus de zakelijke directeur en Valerio bleef de CEO. Om hun plannen te financieren hallde det bedrijf grote bedragen op bij investeerders. Het bedrijf sloot licentieovereenkomsten met grote internationale farmabedrijven als GlaxoSmithKline, Aventis en Merck. Daarnaast ontwikkelde Crucell eigen vaccins tegen infectieziekten als griep, het ebolavirus en het West-Nijlvirus.
In 2000 kreeg Crucell een notering aan de Amerikaanse NASDAQ en de Euronext. In 2004 trad Valerio af als CEO. Hij werd opgevolgd door Ronald Brus. In 2011 werd Crucell verkocht aan het Amerikaanse farmaceutische bedrijf Johnson & Johnson, de vestigingsplaats en productiefaciliteiten in het Leiden Bio Science Park bleven bestaan en kregen de naam Janssen Vaccines. Hier werden de vaccinprogramma's voortgezet wat onder andere resulteerde in vaccins tegen SARS-CoV-2 en Middle East respiratory syndrome (MERS).

### Aescap Venture
In 2006 startte Valerio samen met Michiel de Haan de Venture Capital firma Aescap Venture. Valerio was daar managing partner tot 2016 en was zo als investeerder onder andere betrokken bij de start en uitbouw van de biotechnologiebedrijven Affectis, Biocartis, Ethical Oncology Sciences en ActoGenix.

### ProQR Therapeutics
In 2012 werd Valerio mede-oprichter en voorzitter van de Raad van Commissarissen van ProQR. ProQR was opgericht door Daniel de Boer met als doel een genezing te vinden voor zijn zoon die gediagnosticeerd was met een erfelijke ziekte. ProQR kreeg een beursnotering op NASDAQ en ontwikkelde Axiomer, een techniek waarmee gerichte modificaties aangebracht kunnen worden in het RNA van patienten. Daarmee worden geneesmiddelen voor ernstige ziekten ontwikkeld. In 2024 trad Valerio af als voorzitter en werd een regulier lid van de RvC.

### Frame Therapeutics
In 2018 stapten Valerio en Löwenberg met de jurist René Beukema in bij het nieuwe bedrijf Frame Cancer Therapeutics van biomedisch onderzoeker en oud-minister Ronald Plasterk. Deze had na een korte periode van gemeenschappelijk onderzoek met microbioloog en dataspecialist dr. Jan Koster bij het Amsterdam UMC, op eigen naam patenten aangevraagd en gekregen en die in het nieuwe bedrijf ondergebracht. Frame werd in maart 2022 verkocht aan het internationale farmabedrijf CureVac, Valerio deelde in de winst. Het bedrijf draait verder als CureVac Netherlands, gevestigd op het Amsterdam Science Park.
In maart 2024 reconstrueerden onafhankelijke journalisten van dagblad NRC de gang van zaken en brachten publiek onder de aandacht dat Plasterk mogelijk niet het alleenrecht op de uitvindingen had horen te claimen, wat voor het bedrijf het risico van schadeclaims meebrengt. 

### Leyden Laboratories
In 2020, tijdens de corona periode nam Valerio het initiatief om, samen met zijn voormalige Crucell collega’s Jaap Goudsmit en Ronald Brus Leyden Laboratories op te richten, een bedrijf dat neussprays ontwikkelt die bescherming tegen luchtweginfecties geven. Valerio was in 2020 de CEO. In 2021 nam mede-oprichter Koenraad Wiedhaup die taak over en werd Valerio voorzitter van de Raad van Commissarissen.
Valerio begeleidt in 2024 ondernemers en vertegenwoordigt het LUMC en de Universiteit in het Leiden BioScience Park.